# Columnea
Columnea Plum. ex L., 1753 è un genere di piante della famiglia delle Gesneriaceae, che comprende circa 200 specie di piante epifite, diffuse in America del Sud e nei Caraibi.

## Distribuzione e habitat
Il genere è diffuso nell'ecozona neotropicale.
L'habitat tipico sono le foreste pluviali, attaccata ai rami degli alberi con le radici che spuntano dai fusti lunghi e ricadenti. Assorbe nutrimento dai tronchi delle piante che le ospitano e dall'umidità dell'aria.

## Tassonomia
Il genere comprende 218 specie:
- Columnea albiflora L.P.Kvist & L.E.Skog
- Columnea albovinosa (M.Freiberg) J.L.Clark & L.E.Skog
- Columnea aliena C.V.Morton
- Columnea allenii C.V.Morton
- Columnea ambigua (Urb.) B.D.Morley
- Columnea ampliata (Wiehler) L.E.Skog
- Columnea angulata J.L.Clark & Tobar
- Columnea angustata (Wiehler) L.E.Skog
- Columnea anisophylla DC.
- Columnea antennifera J.L.Clark & Clavijo
- Columnea antiocana (Wiehler) J.F.Sm.
- Columnea argentea Griseb.
- Columnea arguta C.V.Morton
- Columnea asteroloma (Wiehler) L.E.Skog
- Columnea atahualpae J.F.Sm. & L.E.Skog
- Columnea aurantia Wiehler
- Columnea aurea Warsz.
- Columnea bilabiata Seem.
- Columnea billbergiana Beurl.
- Columnea bivalvis J.L.Clark & M.Amaya
- Columnea blancoi J.E.Jiménez, Chinchilla & Kriebel
- Columnea brenneri (Wiehler) B.D.Morley
- Columnea brevipila Urb.
- Columnea byrsina (Wiehler) L.P.Kvist & L.E.Skog
- Columnea calotricha Donn.Sm.
- Columnea canarina Wiehler
- Columnea capillosa L.P.Kvist & L.E.Skog
- Columnea carinata J.L.Clark & L.E.Skog
- Columnea caudata M.Amaya & L.P.Kvist
- Columnea cerropirrana (Wiehler) L.E.Skog
- Columnea ceticeps J.L.Clark & J.F.Sm.
- Columnea chiricana Wiehler
- Columnea chocoensis M.Amaya & L.E.Skog
- Columnea chrysotricha L.E.Skog & L.P.Kvist
- Columnea ciliata (Wiehler) L.P.Kvist & L.E.Skog
- Columnea citriflora L.E.Skog
- Columnea cobana Donn.Sm.
- Columnea colombiana (Wiehler) L.P.Kvist & L.E.Skog
- Columnea consanguinea Hanst.
- Columnea coronata M.Amaya, L.E.Skog & L.P.Kvist
- Columnea coronocrypta M.Amaya, L.E.Skog & L.P.Kvist
- Columnea corralesii M.Amaya & J.F.Sm.
- Columnea crassa C.V.Morton
- Columnea crassicaulis (Wiehler) L.P.Kvist & L.E.Skog
- Columnea crassifolia Brongn.
- Columnea cruenta B.D.Morley
- Columnea cuspidata L.E.Skog & L.P.Kvist
- Columnea dictyophylla Donn.Sm.
- Columnea dielsii Mansf.
- Columnea dimidiata (Benth.) Kuntze
- Columnea dissimilis C.V.Morton
- Columnea domingensis (Urb.) B.D.Morley
- Columnea dressleri Wiehler
- Columnea eburnea (Wiehler) L.P.Kvist & L.E.Skog
- Columnea elongatifolia L.P.Kvist & L.E.Skog
- Columnea ericae Mansf.
- Columnea erythrophaea Linden ex Larché
- Columnea erythrophylla Hanst.
- Columnea eubracteata Mansf.
- Columnea fawcettii (Urb.) C.V.Morton
- Columnea fernandezii M.Amaya
- Columnea ferruginea J.F.Sm. & J.L.Clark
- Columnea figueroae M.Amaya
- Columnea filamentosa L.E.Skog
- Columnea filifera (Wiehler) L.E.Skog & L.P.Kvist
- Columnea filipes Oliv.
- Columnea fimbricalyx L.P.Kvist & L.E.Skog
- Columnea flaccida Seem.
- Columnea flavostriata J.L.Clark
- Columnea flexiflora L.P.Kvist & L.E.Skog
- Columnea floribunda Tobar & J.L.Clark
- Columnea florida C.V.Morton
- Columnea fluidifolia J.L.Clark & Tobar
- Columnea foreroi M.Amaya
- Columnea formosa (C.V.Morton) C.V.Morton
- Columnea fractiflexa J.F.Sm. & J.L.Clark
- Columnea fritschii (Rusby) J.F.Sm.
- Columnea fuscihirta L.P.Kvist & L.E.Skog
- Columnea gallicauda Wiehler
- Columnea gigantifolia L.P.Kvist & L.E.Skog
- Columnea glabra Oerst.
- Columnea grata (Oerst. ex Hanst.) C.V.Morton
- Columnea grisebachiana Kuntze
- Columnea guatemalensis Sprague
- Columnea guianensis C.V.Morton
- Columnea guttata Poepp.
- Columnea harrisii (Urb.) Britton ex Morton
- Columnea herthae Mansf.
- Columnea hiantiflora Wiehler
- Columnea hirsuta Sw.
- Columnea hirsutissima C.V.Morton
- Columnea hirta Klotzsch & Hanst.
- Columnea hispida Sw.
- Columnea hypocyrtantha (Wiehler) J.F.Sm. & L.E.Skog
- Columnea illepida H.E.Moore
- Columnea inaequilatera Poepp.
- Columnea incarnata C.V.Morton
- Columnea incredibilis L.P.Kvist & L.E.Skog
- Columnea isernii Cuatrec.
- Columnea kalbreyeriana Mast.
- Columnea karstenianum R.Kr.Singh
- Columnea katzensteiniae (Wiehler) L.E.Skog & L.P.Kvist
- Columnea kienastiana Regel
- Columnea kucyniakii Raymond
- Columnea labellosa H.Karst.
- Columnea laciniata J.L.Clark & M.Amaya
- Columnea laevis L.P.Kvist & L.E.Skog
- Columnea lanata (Seem.) Kuntze
- Columnea lariensis Kriebel
- Columnea lehmannii Mansf.
- Columnea lepidocaula Hanst.
- Columnea linearis Oerst.
- Columnea longinervosa L.P.Kvist & L.E.Skog
- Columnea longipedicellata M.Amaya, Clavijo & O.H.Marín
- Columnea lophophora Mansf.
- Columnea lucifer J.L.Clark
- Columnea machupicchuensis J.L.Clark & J.F.Sm.
- Columnea maculata C.V.Morton
- Columnea magnifica Klotzsch ex Oerst.
- Columnea manabiana (Wiehler) J.F.Sm. & L.E.Skog
- Columnea mastersonii (Wiehler) L.E.Skog & L.P.Kvist
- Columnea medicinalis (Wiehler) L.E.Skog & L.P.Kvist
- Columnea megafolia L.E.Skog & M.Amaya
- Columnea microcalyx Hanst.
- Columnea microphylla Klotzsch & Hanst. ex Oerst.
- Columnea minor (Hook.) Hanst.
- Columnea minutiflora L.P.Kvist & L.E.Skog
- Columnea mira B.D.Morley
- Columnea moesta Poepp.
- Columnea moorei C.V.Morton
- Columnea nariniana (Wiehler) L.P.Kvist & L.E.Skog
- Columnea nematoloba L.P.Kvist & L.E.Skog
- Columnea nervosa (Klotzsch ex Oerst.) Hanst.
- Columnea nicaraguensis Oerst.
- Columnea oblongifolia Rusby
- Columnea ochroleuca (Klotzsch ex Oerst.) Hanst.
- Columnea oerstediana Klotzsch ex Oerst.
- Columnea orientandina (Wiehler) L.P.Kvist & L.E.Skog
- Columnea ornata (Wiehler) L.E.Skog & L.P.Kvist
- Columnea ovatifolia L.P.Kvist & L.E.Skog
- Columnea oxyphylla Hanst.
- Columnea panamensis C.V.Morton
- Columnea paraguensis M.Amaya & J.F.Sm.
- Columnea paramicola (Wiehler) L.P.Kvist & L.E.Skog
- Columnea parviflora C.V.Morton
- Columnea pectinata C.V.Morton
- Columnea pedunculata M.Amaya, L.E.Skog & L.P.Kvist
- Columnea pendens J.L.Clark, Tobar & J.F.Sm.
- Columnea pendula (Klotzsch ex Oerst.) Hanst.
- Columnea perpulchra C.V.Morton
- Columnea peruviana Zahlbr.
- Columnea polyantha (Wiehler) L.E.Skog
- Columnea poortmannii (Wiehler) L.P.Kvist & L.E.Skog
- Columnea praetexta Hanst.
- Columnea proctorii Stearn
- Columnea pubescens (Griseb.) Kuntze
- Columnea pulcherrima C.V.Morton
- Columnea pulchra (Wiehler) L.E.Skog
- Columnea purpurata Hanst.
- Columnea purpureovittata (Wiehler) B.D.Morley
- Columnea purpurimarginata L.P.Kvist & L.E.Skog
- Columnea purpusii Standl.
- Columnea pygmaea J.L.Clark & J.F.Sm.
- Columnea querceti Oerst.
- Columnea queremalensis M.Amaya, L.E.Skog & L.P.Kvist

- Columnea rangelii M.Amaya & O.H.Marín
- Columnea raymondii C.V.Morton
- Columnea repens (Hook.) Hanst.
- Columnea reticulata M.Amaya, L.E.Skog, C.E.González & J.F.Sm.
- Columnea rileyi (Wiehler) J.F.Sm.
- Columnea ringens Regel
- Columnea robusta (Wiehler) L.E.Skog
- Columnea rosea (C.V.Morton) C.V.Morton
- Columnea rubra C.V.Morton
- Columnea rubriacuta (Wiehler) L.P.Kvist & L.E.Skog
- Columnea rubribracteata L.P.Kvist & L.E.Skog
- Columnea rubricalyx L.P.Kvist & L.E.Skog
- Columnea rubricaulis Standl.
- Columnea rubrocincta C.V.Morton
- Columnea rutilans Sw.
- Columnea sanguinea (Pers.) Hanst.
- Columnea sanguinolenta (Klotzsch ex Oerst.) Hanst.
- Columnea scandens L.
- Columnea schiedeana Schltdl.
- Columnea schimpffii Mansf.
- Columnea segregata B.D.Morley
- Columnea sericeovillosa Suess.
- Columnea serrata (Klotzsch ex Oerst.) Hanst.
- Columnea silvarum C.V.Morton
- Columnea skogii M.Amaya
- Columnea spathulata Mansf.
- Columnea stilesiana M.Amaya & L.P.Kvist
- Columnea stricta Rusby
- Columnea strigosa Benth.
- Columnea subcordata C.V.Morton
- Columnea suffruticosa J.F.Sm. & L.E.Skog
- Columnea sulcata L.E.Skog & L.P.Kvist
- Columnea sulfurea Donn.Sm.
- Columnea tandapiana (Wiehler) L.E.Skog & L.P.Kvist
- Columnea tecta J.L.Clark & Clavijo
- Columnea tenella L.P.Kvist & L.E.Skog
- Columnea tenensis (Wiehler) B.D.Morley
- Columnea tenuis Klotzsch ex Oerst.
- Columnea tessmannii Mansf.
- Columnea tincta Griseb.
- Columnea tomentulosa C.V.Morton
- Columnea trollii Mansf.
- Columnea tutunendana (Wiehler) L.E.Skog
- Columnea ulei Mansf.
- Columnea ultraviolacea J.F.Sm. & L.E.Skog
- Columnea urbanii Stearn
- Columnea verecunda C.V.Morton
- Columnea villosissima Mansf.
- Columnea vittata (Wiehler) L.E.Skog
- Columnea weberbaueri Mansf.
- Columnea xiphoidea J.F.Sm. & L.E.Skog
- Columnea zebranella Wiehler
- Columnea zebrina Raymond